# Harris Bali
Harris Bali (4 januari 1978) is een voormalige Fijisch voetballer die bij voorkeur als middenvelder speelt.   
Op 1 juli 2003 in de thuiswedstrijd tegen Tuvalu maakte Bali zijn debuut voor Fiji voetbalelftal. Hij kwam in 69e minuut als invaller voor Marika Rodu, de wedstrijd ging gewonnen met 4-0. Hij heeft 2 wedstrijden gespeeld voor zijn nationale ploeg.
Bali beëindigde zijn voetbalcarrière in 2012.